# Possessed
Possessed – amerykańska grupa muzyczna, powszechnie uznawana za jednego z prekursorów death metalu. Powstała 1983 roku w El Sobrante w okolicach San Francisco w stanie Kalifornia w USA.
W 2007 roku zespół wznowił działalność w odnowionym składzie. Pierwszy od 1993 roku występ formacji odbył się na festiwalu Wacken Open Air w Niemczech.

## Muzycy
Opracowano na podstawie materiału źródłowego.
| Obecny skład zespołu - Jeff Becerra - śpiew (1983-1988, od 2007), gitara basowa (1983-1988) - Daniel Gonzalez - gitara (od 2011) - Claudeous Creamer - gitara (od 2016) - Robert Cardenas - gitara basowa (od 2012) - Chris Aguirre - perkusja (od 2023) Muzycy koncertowi - Mike Hollman - gitara - MIke Pardi - gitara (2013) - Nicholas Barker - perkusja (2014-2015) - Chris Aguirre - perkusja (2023) |  | Byli członkowie zespołu - Barry Fisk (zmarły) - śpiew (1983) - Mike Torrao - gitara (1982-1987, 1990-1993), śpiew (1990-1993) - Brian Montana (zmarły) - gitara (1982-1983) - Larry LaLonde - gitara (1984-1987) - Duane Connley - gitara (1990) - Dave Couch - gitara (1990) - Mark Strassburg - gitara (1991-1993) - Mike Hollmann - gitara (1993) - Ernesto Bueno - gitara (2007-2010) - Rick Cortez - gitara (2007-2010) - Kelly Mclauchlin - gitara (2010-2013) - Mike Pardi - gitara (2013-2016) - Jeff Andrews - gitara basowa (1982-1983) - Bob Yost - gitara basowa (1990-1992) - Bay Cortez - gitara basowa (2007-2010) - Tony Campos - gitara basowa (2011-2012) - Mike Sus - perkusja (1982-1983) - Chris Stolle - perkusja (1990) - Colin Carmichael - perkusja (1990) - Walter Ryan - perkusja (1991-1993) - Emilio Marquez - perkusja (2007-2023) |

## Dyskografia
Opracowano na podstawie materiału źródłowego.
| Albumy studyjne - Seven Churches (1985) - Beyond the Gates (1986) - The Eyes of Horror (EP, 1987) - Ashes From Hell (EP, 2007) - Revelations of Oblivion (2019) Kompilacje i splity - Victims of Death: The Best of Possessed (1992, Kompilacja) - Fallen Angels (2003, Split) - The Martyr's Wake (2012, Split) Albumy koncertowe - Agony in Paradise – Live (2004) | Dema - Death Metal (1984) - Rehearsal (1984) - Demo 1985 (1985) - Pre-production Demo (1985) - Seven Churches (1985) - Rehearsal '91 (1991) - 1991 demo (1991) - 1993 demo (1993) |